# Phalanta quinta
Phalanta quinta är en fjärilsart som beskrevs av Hans Fruhstorfer 1904. Phalanta quinta ingår i släktet Phalanta och familjen praktfjärilar. Inga underarter finns listade i Catalogue of Life.